# ティム・ホフステーデ
ティム・ホフステーデ（Tim Hofstede, 1989年9月6日- ）は、オランダ・ブレダ出身のサッカー選手。KFCズヴァルテ・レーヴ所属。ポジションはDF。

## 経歴
NACブレダの下部組織出身であり、2008年に同クラブでトップチームデビュー。2009-10シーズン限りで退団し、翌シーズンからFCデン・ボスと1年契約を結んだ。2011年5月31日には2年間の新契約が発表された。翌年には2013-14シーズンまでの契約延長に合意。2014年には新たに2015-16シーズンまでの契約を交わした。
2016-17シーズンよりフィエルデ・クラッセ（ベルギー4部）のKFCズヴァルテ・レーヴに加入した。